# Frederick Schomberg
Frederick Schomberg, 1. vojvoda schomberški (tudi Frédéric-Armand de Schomberg), francoski maršal in angleški general nemškega rodu, * 1615, † 11. julij 1690.
Sprva je bil maršal Francije, toda po nantskem ediktu je odpotoval v Anglijo, kjer je postal vrhovni poveljnik v jakobitski vojni na Irskem.